# Historie Arsenalu FC (1966–současnost)
Historie Arsenalu FC od roku 1966 do současnosti zahrnuje další etapy úspěchů v historii Arsenalu včetně tří Doublů, pohárového Doublu (FA Cup a Ligový pohár) a úspěchu na evropské scéně.
Po jmenování Bertieho Meea manažerem klubu v roce 1966, vyhrál Arsenal v ročníku 1969–70 svou první evropskou trofej – Veletržní pohár. Svůj první Double (liga a FA Cup) Arsenal vyhrál v sezóně 1970–71. Prvotní úspěch rychle vystřídala série nepříjemných zklamání ve finále pohárů. V 70. letech Arsenal třikrát prohrál ve finále FA Cupu. Jmenovitě v letech 1971–72, 1977–78 a 1979–80. V ročníku 1979–80 pak prohrál ve finále Poháru vítězů pohárů na penalty s Valencií. Jediný úspěch tohoto období se datuje na rok 1979, kdy Arsenal vyhrál FA Cup po vítězství nad Manchesterem United.
V roce 1986 se do Arsenalu jako manažer vrátil George Graham a po stagnaci v 80. letech ho přivedl opět na úspěšnou vlnu. Pod Grahamem klub vyhrál Ligový pohár v sezóně 1986–87, dva ligové tituly z let 1988–89 a 1990–91, pohárový Double v ročníku 1992–93, a druhou evropskou trofej, Pohár vítězů pohárů v sezóně 1993–94. Nicméně Grahamova pověst byla pošramocena, když vyšlo najevo, že bral úplatky za podpis smluv s několika hráči. Proto byl v roce 1995 vyhozen.
Další úspěšné období Arsenalu přišlo po jmenování Arsèna Wengera manažerem klubu v roce 1996. Pod jeho vedením se Arsenalu podařilo získat druhý Double v sezóně 1997–98, třetí potom v ročníku 2001–02. V letech 2002–03 a 2004–05 dále klub triumfoval v FA Cupu a v sezóně 2003–04 se mu podařilo vyhrát ligu bez jediné porážky. Arsenal se v roce 2006 stal prvním londýnským klubem, který se probojoval do finále Ligy mistrů. V něm však podlehl 2–1 Barceloně. Hned v následující sezóně opustil svůj dlouhodobý domov Highbury a přesunul se na nedaleký Emirates Stadium.

## První Double (1966–76)
Poté, co v létě roku 1966 dostal Billy Wright výpověď, se jeho nástupcem stal fyzioterapeut Bertie Mee. Tento krok překvapil mnoho lidí, ale samotného Meea nikoliv. Mee žádal klub o to, aby mu v případě neúspěchu v manažerské roli bylo umožněno vrátit se po 12 měsících ke své bývalé profesi. Se svým asistentem Davem Sextonem se Mee snažil zlepšit profesionální přístup ke klubu. Mladé talentované hráče povolával do prvního týmu. V roce 1966 se Arsenalu podařilo vyhrát FA Youth Cup. Několik útočných hráčů bylo pozváno do prvního týmu. Jednalo se o Charlieho George, Johna Radforda, Petera Simpsona a Raye Kennedyho.
Mee doplnil tuto mladou útočnou krev některými zkušenějšími hráči. Kapitán Arsenalu, Frank McLintock, řídil obranu z pozice středního obránce, zatímco o defenzivní práci ve středu pole se staral defenzivní záložník Peter Storey. Sestavený tým se jevil nadějně. V letech 1968 a 1969 se totiž probojoval do finále Ligového poháru. V obou případech nicméně Arsenal trofej nezískal. Poprvé podlehl Leedsu United, jehož manažerem byl Don Revie, 1–0 v zarputilém utkání chudém na gólové šance. Jedinou branku tehdy vstřelil Terry Cooper.
Podruhé Arsenal prohrál 3–1 v proslulém zápase s týmem z Third Division (Třetí divize), Swindonem Town. Osm hráčů prvního týmu bylo zasaženo chřipkou, a tak bylo Arsenalu přesunuto několik předchozích ligových duelů. To nic nemění na skutečnosti, že se do prodloužení dostal jenom díky chybě brankáře Swindonu Bobbyho Goulda, po jehož chybě Arsenal skóroval. V prodloužení Don Rogers vstřelil za Swindon dvě branky a o vítězi bylo rozhodnuto. Sezóna však pro Arsenal neskončila úplnou katastrofou. Díky čtvrtému místu z ligy si zajistil do ročníku 1969–70 účast v evropských pohárech.
Na druhou stranu byla prohra ve finále Ligového poháru spolu se ziskem Veletržního poháru ze sezóny 1969–70 jediným úspěchem za posledních sedmnáct let. V semifinále Veletržního poháru se Arsenal utkal s Ajaxem, jehož po dvou zápasech porazil v celkovém skóre 3–1. Ve finále potom předvedl slavný comeback proti Anderlechtu. V prvním zápase hraném na Constant Vanden Stock Stadion Arsenal prohrával v 74. minutě 3–0. Rayi Kennedymu se povedlo na konci zápasu dát branku, čímž dal Kanonýrům jiskru naděje. V odvetném zápase hraném na zaplněném Highbury Arsenal vyhrál 3–0 díky brankám Johna Radforda, Eddieho Kellyho a Jona Sammelse. V součtu obou zápasů tedy Arsenal vyhrál 4–3 a triumfoval tak ve Veletržním poháru.
Ve stejném ročníku Arsenal skončil v lize na dvanáctém místě. Pravděpodobně ho rozptylovala jeho evropská kampaň, protože jako kandidát na titul nevypadal. O rok později, v sezóně 1970–71, se mu podařilo získat svůj první ligový Double (Liga a FA Cup). Stal se tak jedním ze dvou klubů, kterým se to ve 20. století podařilo. Po dobrém začátku sezóny Arsenal v září prohrál 5–0 se Stoke City a nevypadal tak, že by bojoval o titul. Nicméně po této porážce se klub vzchopil a v ligovém utkání neprohrál až do ledna. Nakonec se mu titul podařilo získat, když v těsném souboji porazil o jeden bod Leeds United.
Po dubnové prohře s Leedsem to s Arsenalem vypadalo bledě. K tomu, aby získal titul, potřeboval v posledním kole vyhrát nebo remízovat (pak by ho získal o skóre) na půdě jeho úhlavního rivala, Tottenhamu. Severolondýnské derby bylo dlouhou dobu bez branek. V 87. minutě poslal hosty do vedení Ray Kennedy. Kohouti se zoufale snažili o vyrovnaní, ale ve zbývající době se jim to nepovedlo a Arsenal tak slavil zisk titulu. Mimo to se Arsenal ještě dostal do finále FA Cupu. V semifinále svedl kolosální souboj se Stoke, když si vynutil opakování zápasu, přesto že již prohrával 2–0. V odvetě pak vyhrál 2–0. Pět dní po získání titulu na White Hart Lane se Arsenal utkal ve finále FA Cupu s Liverpoolem. Utkání hrané ve Wembley vyhráli Kanonýři 2–1. Zápas po bezbrankové remíze došel do prodloužení, kde se nejdříve vedení 1–0 ujal Liverpool. Následně ve 101. minutě z blízkosti Eddie Kelly vyrovnal. O deset minut později vstřelil George Graham vítězný gól z hranice pokutového území a Arsenal se tak radoval ze zisku FA Cupu, respektive Doublu.
Zisk Doublu se ukázal jako vrchol 70. let. Po něm totiž přišlo období neúspěchu. Klub v létě podepsal člena týmu mistrů světa Alana Balla za 220 000 liber, což byl klubový rekord, avšak i přesto začal sezónu 1971–72 špatně. První tři utkání v srpnu prohrál a do konce ročníku byl nucen stahovat náskok ostatních mužstev. Sezónu dokončil na pátém místě. Debut Arsenalu v Poháru mistrů evropských zemí začal povzbudivě. Probojoval se do čtvrtfinále, kde podlehl Cruijffovu Ajaxu, který později celou soutěž vyhrál. Po druhé v řadě se rovněž Arsenal dostal do finále FA Cupu. Ve finále se utkal s Leedsem United a podlehl mu v neatraktivním zápase chudém na gólové šance 1–0.
Arsenal dokončil ročník 1972–73 na druhém místě v lize. Ani ne rok poté, co vyhrál Double, se začal tým rozpadat a Mee nebyl schopen sestavit tým nový. Výrazný propad klub zaznamenal v letech 1974–75, kdy skončil v lize šestnáctý, a o rok později, v sezóně 1975–76, kdy skončil sedmnáctý. Jednalo se o nejhorší umístění za více než 40 let. Tento propad přiměl Meea k rezignaci. Na jeho místo přišel manažer Tottenhamu, Terry Neill, jenž byl bývalým hráčem Arsenalu. Přestože se s Tottenhamem umísťoval pouze ve středu tabulky, stal nejmladším manažerem v historii Arsenalu.

## Čtyři pohárová finále (1976–80)
Pod vedením Neilla se Arsenal posunul zpět do horních pater tabulky. To jenom pomohlo rozvinout talent irské superstar, Liama Bradyho. Brady doplnil již tak velký počet irských hráčů hrajících na Highbury. Mezi ně patřili Pat Rice, Frank Stapleton, Pat Jennings a mladý David O'Leary. Klub dále podepsal kontrakt se zkušenými hráči jako Malcolm Macdonald a Alan Hudson. Do Arsenalu se rovněž vrátil Don Howe, jenž byl součástí trenérského personálu při výhře Doublu.
Nadvládu Liverpoolu v lize se však Arsenalu narušit nepovedlo. Ke konci 70. let ukázal svou bojovnost v FA Cupu, když se do finále dostal třikrát v řadě (1978, 1979 a 1980). Vyhrát se mu podařilo pouze jednou. V roce 1979 porazil Manchester United. Zpočátku to vypadalo, že si Arsenal lehce dojde pro vítězství. Ještě pět minut před koncem vedl díky brankám Briana Talbota a Franka Stapletona 2–0. V úplném závěru se však podařilo United srovnat. To ještě nebylo vše. Minutu před koncem strhl vedení na stranu Arsenalu po centru Grahama Rixe Alan Sunderland a Kanonýři se tak mohli těšit ze slavného vítězství 3–2.
Hned v další sezóně, 1979–80, odehrál Arsenal rekordních 70 zápasů. Podařilo se mu probojovat do dvou pohárových finále, ale ani v jednom nevyhrál. Ve finále FA Cupu se střetnul s týmem ze Second Division (Druhé divize), West Hamem United. V utkání byl Arsenal favoritem. Přesto prohrál po gólové hlavičce Trevora Brookinga 1–0. Přitom se ještě dostal do finále Poháru vítězů pohárů. V semifinále se Arsenal utkal s Juventusem, jehož ve druhém zápase (první utkání skončilo 1–1) slavně porazil 1–0 gólem vstřeleným Paulem Vaessenem. Ve finále na něj čekala Valencia. Po bezbrankové remíze se utkání dostalo k penaltovém rozstřelu, ve kterém selhali dva hráči Arsenalu – Brady a Rix. Jelikož z týmu Valecie byly všichni ze značky pokutového kopu úspěšní, radovali se ze zisku trofeje.

## Mírný úpadek (1980–86)
Liam Brady v létě 1980 opustil Arsenal a přestoupil do Juventusu. Tím se klub dostal do dalšího neplodného období. Na počátku 80. let se vždy umístil v nejlepší čtveřici, avšak o ligový titul nebojoval. Podobná situace nastala i v FA Cupu. Výjimkou budiž sezóna 1982–83, kdy se Arsenal dostal do dvou pohárových semifinále. V obou případech podlehl Manchesteru United. Neill se snažil s nastalou situací něco udělat. Během jeho funkčního období nastaly problémy s alkoholem u mnoha hráčů včetně Hudsona a Macdonalda. Neillovi se nepodařilo tento nešvar odstranit. Hráči, kteří přišli na místa Hudsona a Macdonalda měli stejné problémy. Ke konci působení Neilla v klubu Arsenal několikrát utrpěl zahanbující porážku. V ročníku 1981–82 prohrál v Poháru UEFA s KFC Winterslag, jenž se později spojil s dalším klubem, a vznikl KFC Winterslag. V sezóně 1983–84 zase podlehl v Ligovém poháru Walsallu, což byl tým z Third Division (Třetí divize). Po posledním výsledku byl Neill v prosinci 1983 vyhozen.
Don Howe, Neillův asistent, byl sice úspěšnější než jeho předchůdce, ale nedokázal klub přivést k trofejím. Pod ním se Arsenal umístil na šestém a sedmém místě v lize. O titul však nebojoval. V říjnu 1984 se dokonce chvíli nacházel na první pozici v lize. Ve stejné sezóně byl pokořen v FA Cupu týmem z Third Division (Třetí divize), Yorkem City. Fanoušci byli s výkony týmu značně rozčarováni. Návštěvnost na stadionu proto spadla někdy až pod 20 000 diváků. V březnu 1986 se vedení rozhodlo pro změnu na pozici manažera. Vedení oslovilo trenéra Barcelony, Terryho Venablese. Howe odstoupil a jeho místo dočasně převzal Steve Burtenshaw. Klub se rozhodl, že po novém, dlouhodobém manažerovi se porozhlédne mimo klub.
Vedení Arsenalu oslovilo skotský Aberdeen, zda by byl ochotný jednat o přesunu Alexe Fergusona na lavičku londýnského celku. Zároveň se snažil získal z Millwallu manažera George Grahama, jenž by se stal asistentem manažera v Arsenalu. Ferguson nabídku odmítnul. Nicméně přece jen se dostal za hranice rodného Skotska o šest měsíců později, když na lavičce Manchesteru United vystřídal Rona Atkinsona.

## Éra George Grahama (1986–95)

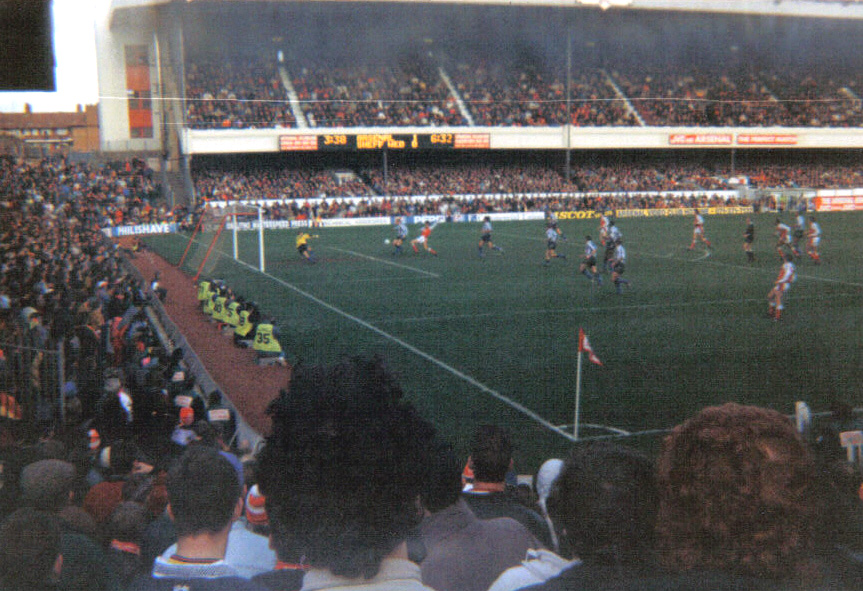
Alan Smith v útoku Arsenalu proti Sheffieldu Wednesday; zápas hraný na Highbury Arsenal vyhrál 7–1

George Graham, manažer Millwallu a bývalý hráč Arsenalu, byl v květnu 1986 jmenován novým manažerem Arsenalu. Tímto byla započata nová éra úspěchu na Highbury. Graham postupem času prodal většinu starších hráčů kádru a nahradil je nově příchozími nebo hráči z rezervy. Zároveň prosazoval mnohem přísnější disciplínu než jeho předchůdci a to jak v šatně, tak na hřišti. Forma Arsenalu se okamžitě zpešila. O Vánocích 1986 se již nacházel na prvním místě v lize.
Hráči jako Kenny Sansom, Steve Williams, Tommy Caton a Charlie Nicholas byli vyhozeni. V novém týmu Arsenalu působil Lee Dixon, Nigel Winterburn, Steve Bould, David Rocastle, Alan Smith a Paul Merson.
V první sezóně pod Grahamovým vedením Arsenal skončil na čtvrtém místě v lize. Vyhrál Ligový pohár v kampani vyznačovanými mnoha comebacky. V semifinále na Arsenal čekal Tottenham Hotspur. Poté, co prohrál v prvním zápase na Highbury 1–0 a ve druhém zápase prohrával v prvním poločase na White Hart Lane 1–0, to s Arsenalem nevypadalo dobře. Díky brankám Viva Andersona a Nialla Quinna se Arsenalu podařilo zápas vyhrát a po dvou odehraných utkáních s celkovým skóre 2–2 si vynutil opakování zápasu. V opakovaném utkání se Kohouti ujali vedení 1–0. Arsenal však díky brankám Iana Allinsona a Davida Rocastlea zápas otočil a vyhrál. Ve finále se střetnul s Liverpoolem a opakoval se scénář ze semifinále. Liverpool se dostal do vedení 1–0 gólem Iana Rushe. Za Arsenal se dvakrát trefil Charlie Nicholas a Kanonýři tak slavili triumf z Ligového poháru. Jednalo se o první významnou trofej získanou za posledních osm let. Po tragédii na stadionu Heysel v roce 1985 UEFA zakázala hrát anglickým týmům v evropských pohárech. Jelikož toto rozhodnutí trvalo ještě tři roky po tragédii, nemohl se Arsenal zúčastnit v sezóně 1987–88 Poháru UEFA.
Navzdory skutečnosti, že Arsenal následují rok překvapivě prohrál ve finále Ligového poháru 3–2 s Lutonem Town, se jeho ligová forma stabilně zlepšovala. Graham sázel zejména na kvalitní obranu. Defenzíva byla ztělesněná mladým kapitánem Tonym Adamsem, po jehož boku ještě hrál Lee Dixon, Steve Bould a Nigel Winterburn. Tímto měl klub položeny základy kvalitní obrany po více než jedno desetiletí. Nicméně nelze říct, že Arsenal hrál defenzivně. Graham měl v týmu schopné záložníky jako David Rocastle, Michael Thomas a Paul Merson. V útočné fázi figuroval Alan Smith, který ve většině z osmi sezón strávených v klubu nastřílel přes 20 branek.
Na konci Grahomovy třetí sezóny (1988–89) Arsenal vyhrál první ligový titul od roku 1971 a to za dramatických okolností. Od Vánoc byl v čele ligy, ale po prohře s Derby County a domácí remíze s Wimbledonem v květnu, se před něj dostal Liverpool. Už to vypadalo, že Arsenal nakonec o titul přijde, avšak v posledním kole se střetnul právě s Liverpoolem na Anfield Road. K zisku titulu potřeboval vyhrát o dva góly. Liverpool již v té době vyhrál FA Cup a byl favoritem na zkompletování Doublu. Ve druhém poločase se Arsenal dostal díky brance Alana Smithe do vedení 1–0. Nicméně čas stále ubíhal a Arsenal potřeboval ještě jednu branku. Smith našel přihrávkou za obranu Michaela Thomase, ten chytře přehodil Bruce Grobbelaara a dostal míč do sítě. Arsenal tak slavil zisk titulu.
Následující sezónu, 1989–90, se mu titul obhájit nepodařilo. Celkově skončil na čtvrtém místě. Před ním se ještě umístil vítěz Liverpool a druhá Aston Villa s třetím Tottenhamem. V pohárech se Arsenalu rovněž nedařilo. Protože stále platil zákaz účasti anglických klubů v evropských pohárech, nemohl Arsenal reprezentoval Anglii v Poháru mistrů evropských zemí. Na konci ročníku bylo od zákazu upuštěno. Liverpool (jeden z přítomných klubů při Heyselské tragédii) tak PMEZ hrát mohl.
Graham se snažil tým posílit a přivedl do klubu brankáře Davida Seamana a švédského křídelníka Anderse Limpara. Oba dva se ukázali platnými členy. Proto se navzdory dvěma nepříjemnostem Arsenalu podařilo v sezóně 1990–91 znovu získat ligový titul. V říjnu byly Arsenalu poté, co deset jeho hráčů bylo zapojeno ve rvačce s hráči Manchesteru United v utkání hraném na Old Trafford, odečteny dva body. V prosinci byl kapitán Tony Adams odsouzen k trestu odnětí svobody na délku čtyř měsíců za řízení v opilosti. Navzdory výše zmíněným nepříjemnostem se Arsenalu podařilo získal titul s náskokem sedmi bodů, když za celou sezónu prohrál jedno ligové utkání. Dále se probojoval do semifinále FA Cupu, kde na něj čekal Tottenham Hotspur. Po pěti minutách hry se Tottenham ujal vedení, když ze třiceti metrů skóroval z přímého kopu Paul Gascoigne. Zápas nakonec skončil 3–1 ve prospěch Tottenhamu a naděje na zisk druhého Doublu tak byly ukončeny.
V září 1991 Arsenal zaplatil Crystalu Palace rekordních 2,5 milionu liber za přestup Iana Wrighta. Za sedm let jeho působení v klubu se stal nejlepším střelcem klubu. Jeho rekord později překonal Thierry Henry. V sezóně 1991–92 se Arsenal po dvaceti letech představil v Poháru mistrů evropských zemí. Evropské dobrodružství nedopadlo dobře. Ve druhém kole Arsenal podlehl Benfice a nedostal se tak do lukrativní skupinové fáze. Ze špatné sezóny se stala ještě horší. Kanonýři vypadli z FA Cupu se slabým Wrexhamem. V lize nakonec skončil na čtvrtém místě. Zákaz startu anglických týmu v evropských soutěžích již dva roky neplatil. Přesto se Arsenal nedostal do Poháru UEFA, protože z Anglie se tam kvalifikoval pouze druhý a třetí tým.
Během roku 1992 klub přivedl do svých řad dánského záložníka Johna Jensena, který zrovna s Dánskem vyhrál Euro 92. Jensem přispěl jedním gólem na vítězství ve finále proti Německu. Jensenův příchod se časově shodoval s přestupem Davida Rocastlea k obhájcům ligové prvenství z Leedsu United. Zhruba v tomto období změnil Graham svou taktiku. Soustředil se z větší části na obranu. Útočná fáze byla mnohem více závislá na brankách Iana Wrighta. Mezi lety 1986–87 a 1991–92 nastřílel Arsenal za sezónu v průměru 66 ligových gólů (v ročníku 1991–92 jich bylo 81), zatímco mezi lety 1992–93 a 1994–95 jich bylo 48. V ročníku 1992–93 dal pouze 40 branek a v první sezóně Premier League skončil na desátém místě. Jednalo se o nejmenší počet vstřelených branek v tomto ročníku. I přesto byl v listopadu krátce na prvním místě.
Arsenal byl v sezóně 1992–93 zakládajícím členem Premier League. Svůj první zápas v nově vzniklé soutěži však prohrál 4–2. V utkání s Norwichem City vedl na Highbury 2–0, ale ani to na výhru nestačilo. Norwich byl před sezónou pasován na jeden z týmů, který bude bojoval o záchranu. Ve skutečnosti se zapojil do boje o titul a skončil na konečném třetím místě. Arsenal, před sezónou jeden z favoritů na titul, dokončil ročník na desátém místě.
Pohárová forma klubu byla mnohem lepší než forma v lize. V ročníku 1992–93 se kanonýři stali prvním klubem, jemuž se podařilo získat tzv. pohárový Double (FA Cup a Ligový pohár). Ve finále Ligového poháru na Arsenal čekal Sheffield Wednesday. Sheffield Wednesday se ujal vedení 1–0. Díky brankám Paula Mersona a Stevea Morrowa Arsenal utkání zvrátil ve svůj prospěch. V semifinále FA Cupu porazil Arsenal Tottenham a pomstil tak svou porážku z roku 1991. Ve finálovém zápase na něj potom znovu čekal Sheffield Wednesday. První utkání skončilo nerozhodným výsledkem 1–1, a tak se finále opakovalo. Wright za Arsenal otevřel skóre, Chris Waddle poté vyrovnal. Utkání dospělo do prodloužení a stále to vypadalo, že branka nepadne. Ve 119. minutě trefil z rohu Andy Linighan a získal tak pro Arsenal FA Cup.
V sezóně 1993–94 Arsenal získal svou druhou evropskou trofej. Ve finálovém utkání Poháru vítězů pohárů hraném v Kodani porazil 1–0 Parmu i přesto, že mu v kádru chybělo několik klíčových hráčů. John Jensen a Martin Keown byli zraněni a Ian Wright byl suspendován. Arsenal předvedl bezchybný defenzivní výkon a díky gólu Alana Smithe z 21. minuty se radoval z triumfu. Vítězství tohoto Poháru vítězů pohárů se později ukázalo jako poslední trofej, kterou Graham s klubem získal. Po skoro devíti letech ve funkci manažera byl v únoru následujícího roku Skot vyhozen. Důvodem bylo přijmutí úplatku za příchod Johna Jense. Jeho agent, Rune Hauge, mu za to zaplatil 425 000 liber.
Několik týdnů před Grahamovým vyhazovem se Grahamovi podařilo do klubu přivést tři hráče. Prvním z nich byl Glenn Helder. Helder byl nizozemské křídlo, jež přišlo z Vitesse Arnhem. Po více než rok byl stálým členem prvního týmu. Před jeho odchodem do NAC Bredy v říjnu 1997 ještě hostoval v Benfice Lisabon. Druhým hráčem, kterého stihl ještě Graham podepsat byl Chris Kiwomya. Kiwomya byl útočný záložník a přišel z Ipswich Town. V sedmnácti zápasech vstřelil tři góly. V roce 1998 přestoupil do Queens Park Rangers a za Arsenal už nikdy nehrál. John Hartson, 19letý velšský útočník, přišel do klubu z Lutonu Town. V prvním týmu nahradil zraněním sužovaného Alana Smithe, který o několik měsíců později ukončil kariéru.

## Bruce Rioch: Období bezvládí (1995–96)
Pozici manažera převzal do konce sezóny 1994–95 dosavadní asistent Stewart Houston. Arsenal dokončil ročník na dvanáctém místě, což je k roku 2013 nejhorší umístění v Premier League. V témže roce se Arsenalu povedl slavný comeback proti Liverpoolu. Po odehrání 74 minut byl stav na Highbury 0–0 a domácí hráli o deseti. Arsenal se dostal díky brance Dennise Bergkampa do vedení 1–0 a tento stav se mu ji v deseti lidem v poli podařilo udržet až do konce. Dále se znovu dostal do finále Poháru vítězů pohárů, kam se probojoval po kolosálním vítězstvím nad Sampdorií v semifinále. Skóre po obou zápasech bylo 5–5. O postupujícím tedy rozhodly penalty, kde Arsenal nezaváhal a postoupil do finále. Tam se střetnul s Realem Zaragoza. Za španělský tým skóroval Juan Esnáider a za Arsenal vyrovnával John Hartson. Za remízového stavu 1–1 by po prodloužení následovaly penalty, jenomže ve 120. minutě se z 37 metrů trefil Nayim a Real Zaragoza vyhrál. David Seaman, jenž se po semifinále stal hrdinou na jeho střelu nedokázal zareagovat a pouze si prsty škrtl o míč.
V červnu 1995 se novým manažerem stal Bruce Rioch. Rioch se s Boltonem Wanderers dostal do finále Ligového poháru a zároveň se s ním probojoval do nejvyšší soutěže. Již jako manažer Arsenalu překonal anglický rekord, když za útočníka Interu Milán, Dennise Bergkampa, zaplatil 7,5 milionu liber. Po svém příchodu vytvořil Bergkamp s Ianem Wrightem novou útočnou dvojici. V ročníku 1995–96 se klub dostal do semifinále Ligového poháru a v lize skončil na pátém místě, čímž se kvalifikoval do Poháru UEFA. Riochova éra skončila ovšem náhle. V srpnu 1996, těsně před začátkem nového ligového ročníku, byl Rioch vyhozen poté, co měl s představenstvem spor ohledně financí na přestupy. Konflikt vyvolal v klubu nepříjemné zmatky. Kormidla se dočasně znovu ujal Stewart Houston. Na lavičce vydržel měsíc, a pak se ujal trénování v QPR. Několik zápasů byl na lavičce Arsenalu trenér mládeže Pat Rice. Na konci září již do klubu přišel nový manažer, Francouz Arsène Wenger.

## Další dva Doubly (1996–03)

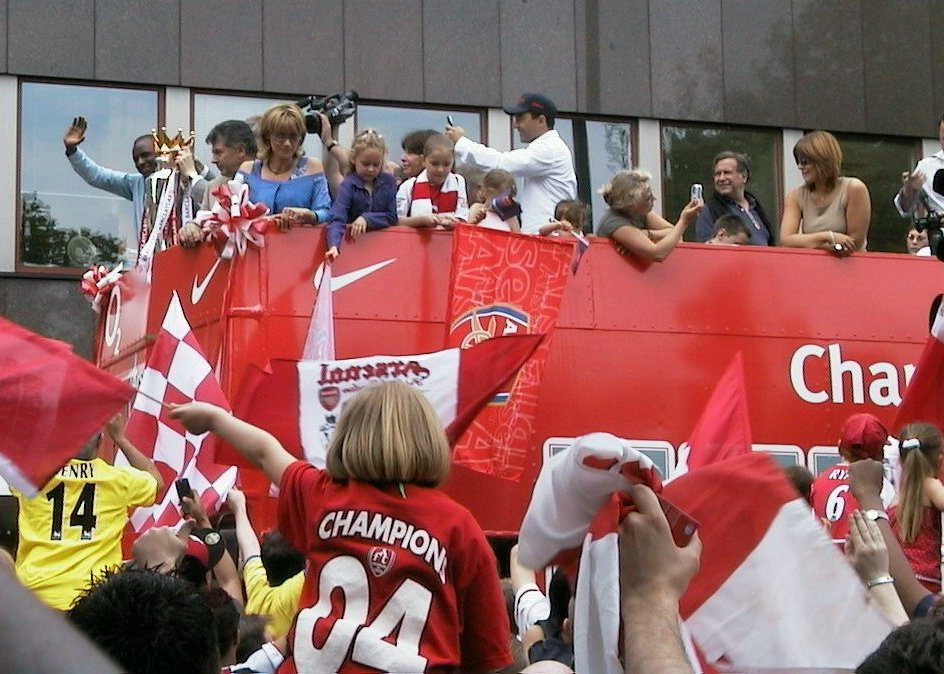
Hráči Arsenalu oslavují v otevřeném autobuse zisk titulu

Pod Wengerovým vedením se tým okamžitě zlepšil. V sezóně 1996–97 se s klubem umístil na třetím místě v lize. Postoupil tak do poháru UEFA. Druhé místo, jež zaručovalo postup do Ligy mistrů mu uniklo o skóre. Wenger tým přestavěl a přivedl několik ve Spojeném království neznámých francouzských hráčů. Patrick Vieira byl do klubu přiveden na Wengerovo doporučení předtím než se oficiálně ujal funkce manažera. V létě 1997 ho doplnili další dva Francouzi – Nicolas Anelka a Emmanuel Petit. Spolu s nimi přišel do klubu ještě Holanďan Marc Overmars. Těmito hráči Wenger doplnil stávající „starou gardu“, která zahrnovala stávající hráče jako byli Adams, Dixon, Winterburn, Keown a Bould. Na pozici asistenta manažera ponechal Pata Ricea.
Následující ročník Wenger dosáhl prvního úspěchu. Stal se z něj první zahraniční trenér, jemuž se podařilo získat titul v anglické lize. Dále s klubem získal FA Cup a pro klub tedy získal druhý Double. Poté, co Arsenal v prosinci prohrál 3–1 doma s Blackurnem, to vypadalo, že o titul nebojuje. Nicméně se mu podařilo dohnat dvanáctibodové manko a předehnat Manchester United. Dne 3. května porazil Arsenal doma 4–0 Everton a zajistil si titul s dvojzápasovým předstihem. O několik dní později, 16. května, porazil ve finále FA Cupu 2–0 Newcastle United a zkompletoval tak Double. Před odchodem z klubu v létě 1998 se povedlo Ianu Wrightovi překonat rekord Cliffa Bastina v počtu vstřelených brankek za Arsenal. Dal jich celkem 185.
Od roku 1998 následovalo několik neplodných let, přestože do klubu v roce 1998 přišel Fredrik Ljungberg a o rok později Thierry Henry. Několikrát se jim však ke trofeji podařilo přiblížit. Po většinu ročníku 1998–99 Arsenal vévodil tabulce, dokud nepodlehl 1–0 Leedsu United, čímž se před něj dostal Manchester United. V posledním kole sezóny Arsenal porazil Aston Villu, ale jelikož United zvítězili nad Tottenhamem, titul získali oni. Aby toho nebylo málo, Arsenal prohrál v posledním (od té doby se při remízovém stavu prodlužuje a v případě nutnosti následují penalty) opakovaném zápase semifinále FA Cupu s Manchesterem United. V základní hrací době neproměnil Dennis Bergkamp penaltu. V prodloužení pak Ryan Giggs po svém individuálním průniku vstřelil za United vítěznou branku. Návrat Arsenalu po sedmi letech do Ligy mistrů nebyl rovněž úspěšný, když se nedostal ze skupinové fáze.
V ročníku 1999–2000 Arsenal opět skončil na druhém místě. O Arsenalu ale nelze říct, že by o titul bojoval. Na vítěze, Manchester United, ztratil propastných 18 bodů. V Lize mistrů zažil další slabou sezónu. Ve skupině skončil třetí a zajistil si tak místo v jarní části Poháru UEFA. Tam se probojoval do finále, kde na něj čekal Galatasaray. Zápas hraný v Kodani skončil 0–0 a dostal se až do prodloužení. Galatasaray poté, co Davor Šuker a Patrick Vieira neproměnili za Arsenal penalty, vyhrál Pohár UEFA.
O rok později, v sezóně 2000–01, skončil Arsenal znovu na druhém místě. Tentokrát byl rozdíl mezi prvním Manchesterem United a druhým Arsenalem deset bodů. Do února to však vypadalo na těsný souboj. Tehdy však Arsenal podlehl United na Old Trafford 6–1 a klub dal přednost pohárům a Evropě. V semifinále FA Cupu se střetnul se Spurs, které porazil a ve finále na něj na Millennium Stadium v Cardiffu čekal Liverpool. Po většinu utkání byl Arsenal lepším mužstvem. Obránce Liverpoolu, Stéphane Henchoz, mu dokonce zabránil ve skórování rukou a nebyl nijak potrestán. Do vedení se i přesto dostal díky Ljungbergovi Arsenal. Na konci utkání se podařilo Michaelu Owenovi dvakrát skórovat a Livepool tím pádem vyhrál 2–1 a radoval se z triumfu. V Lize mistrů se Arsenal probojoval do čtvrtfinále poprvé od roku 1972. Zde podlehl Valencii kvůli pravidlu venkovních gólů.
Wenger byl v roce 2001 nucen přestavět svůj tým, jenž v roce 1998 vyhrál Double. Anelka, Overmars a Petit odešli za vysoké přestupové částky do španělských klubů. V obranné řadě zase hráči zestárli. Bould a Winterburn již klub opustili. Adams s Dixonem vydrželi před koncem kariéry ještě jednu sezónu. Na jejich místa Wenger přivedl Sola Campbella a Laurena. Z mládežnického týmu se do Áčka ještě probojoval Ashley Cole. Do zálohy Wenger přivedl Roberta Pirese. Do útoku přišel jeho krajan Sylvain Wiltord, zatímco Thierry Henry se adaptoval na anglický fotbal a stal se z něho jeden z nejlepších útočníků v Premier league.
Útok byl silnou stránkou Arsenalu. V sezóně 2001–02 se Arsenalu podařilo vyrovnat rekord, když získal svůj třetí Double. Kanonýrům se podařilo vstřelit branku v každém utkání v Premier league a ani v jednom venkovním zápase neprohrál. V únoru byl rozdíl mezi prvními čtyřmi 4 body a vypadalo to na těsný ligový souboj. Nicméně poté Arsenal v tabulce soupeřům odskočil. Povedlo se mu vyhrál 13 zápasů v řadě a nakonec získal titul o sedm bodů před druhým Liverpoolem. Titul získal již v předposledním zápase, ve kterém na Old Trafford porazil díky brance Wiltorda Manchester United 1–0. V předchozím víkendu porazil ještě ve finále FA Cupu díky gólům Raye Parloura a Freddieho Ljungberga Chelsea 2–0.
V ročníku 2002–03 se z Arsenalu stal první klub po více než dvaceti letech, jemuž se povedlo obhájit FA Cup. Ve finále porazil Southampton Piresovým gólem 1–0. Radost ze zisku FA Cupu byla pokažena skutečností, že jim těsně uniknula obhajoba mistrovského titulu. V průběhu sezóny měl Arsenal na pozdějšího vítěze, Manchester United, v jednu chvíli náskok osmi bodů. Ke konci sezóny však jejich forma postupně upadala. Zápas proti Boltonu Wanderers skončil remízou 2–2 poté, co Arsenal vedl 2–0. O týden později podlehl doma Leedsu United 3–2, čímž získali United titul.

## The „Invincibles“ a Finále Ligy mistrů (2003–06)

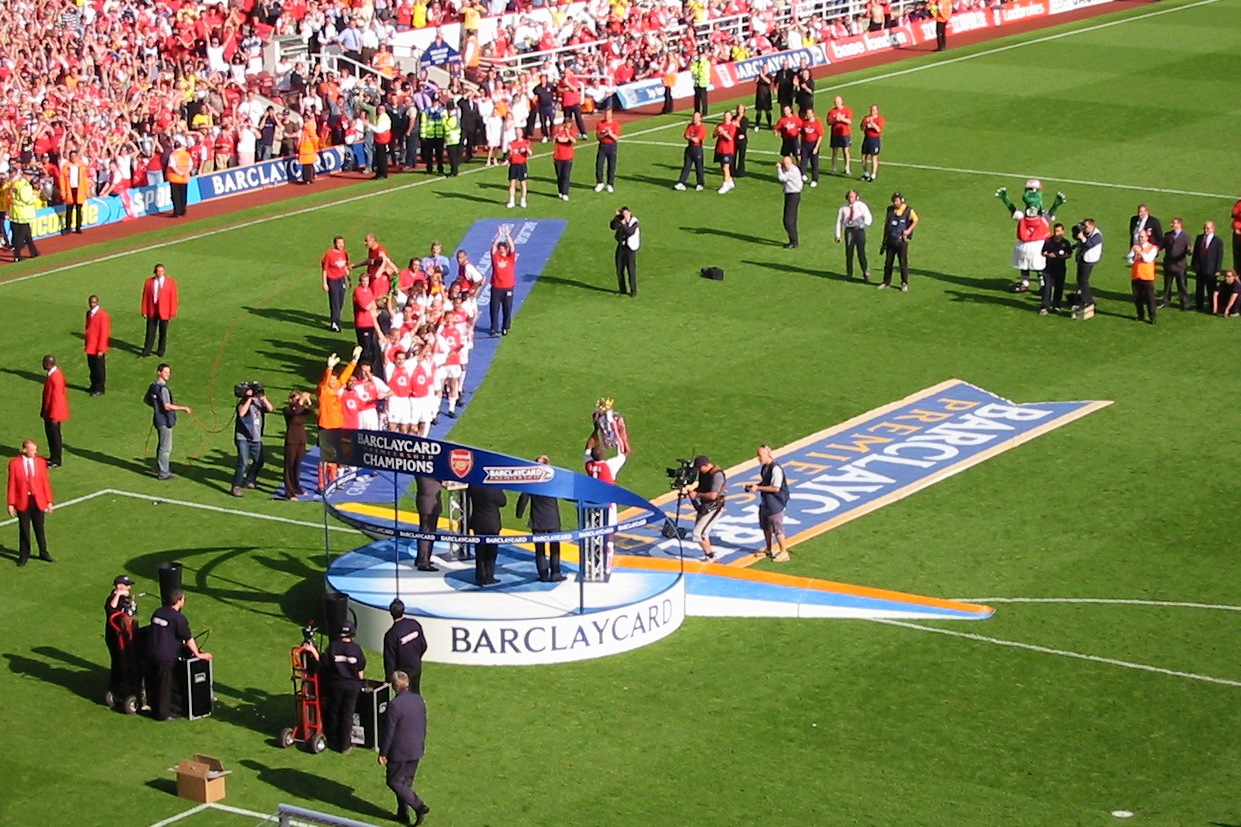
Kapitán Arsenalu, Patrick Vieira, zvedá trofej pro vítěze Premier league v ročníku 2003–04

Prohra s Leedsem byla po více než jeden rok poslední prohrou Arsenalu v lize. Sezóna 2003–04 byla totiž pro Arsenal rekordní. Získal titul bez jediné porážky (26 výher, 12 remíz a 0 proher) s náskokem jedenácti bodů na druhou Chelsea. Stal se tak druhým klubem, jemuž se toto podařilo. Poprvé dokončil ligu bez prohry Preston North End v ročníku 1888–89. Soupeři Arsenalu o titul se mu pomstili v jiných soutěžích. Ve čtvrtfinále Ligy mistrů a FA Cupu Arsenal v po sobě jdoucích zápasech podlehl Chelsea, respektive Manchesteru United. Po těchto porážkách klub čelil potenciálnímu kolapsu celé sezóny. Nicméně v následujícím zápase přemohl Liverpool, přestože v utkání prohrával 1–0, a poté 2–1, díky hattricku Thierryho Henryho. Titul Arsenal vyhrál venkovní remízou 2–2 s Tottenhamem, čímž napodobil svůj úspěch z roku 1971.
V následujícím ročníku, 2004–05, se Arsenalu titul obhájit nepodařilo. Na vítěze Chelsea ztratil 12 bodů. Kanonýrům se však podařilo prodloužit šňůru neporazitelnosti na 49 po sobě jdoucích ligových zápasů, což je anglický rekord. K vyrovnání rekordu došlo při dramatické výhře nad Middlesbrough 5–3 (krátce po začátku druhého poločasu Arsenal prohrával již 3–1). Před porážkou 2–0 na Old Trafford s Manchesterem United ještě Arsenal porazil v srpnu 2004 Blackburn Rovers 3–0. Neúspěch na Old Trafford bezpochyby ovlivnil formu týmu po zbytek sezóny. Z boje o titul se postupem času stala jednostranná záležitost a k náznaku dřívější formy došlo až v posledním kole, kdy Arsenal rozdrtil Everton 7–0. V Lize mistrů se Arsenalu sláva vyhnula znovu. V osmifinále byl vyřazen Bayernem Mnichov o celkovém skóre 3–2. Sezónu ale nedokončil s prázdnýma rukama. Podařilo se mu triumfovat v FA Cupu, čímž Arsenal získal tři FA Cupu ve čtyřech letech. V průběhu zápasu, který skončil bezbrankovou remízou 0–0, byl lepším týmem Manchester United. Po prodloužení následovaly penalty, v nichž Arsenal vyhrál 5–4.
V létě 2005 klub oslabil odchod kapitána Patricka Vieiry do Juventusu. Sezóna 2005–06 byla pro Arsenal v domácích soutěžích zklamáním, když nebojoval ani o jednu domácí trofej. Špatná forma i přes některá působivá vítězství (5–0 nad Aston Villou a 7–0 nad Middlesbrough) znamenala, že po většinu času se Arsenal nacházel na pátém nebo horším místě a už to vypadalo na první neúčast v Lize mistrů od roku 1997. Nicméně Arsenal vyhrál poslední tři utkání. Zápas s Wiganem Athletic vyhrál 4–2. Bylo to poslední utkání v sezóně a poslední utkání hrané na Highbury. Tottenham Hotspur, jenž byl před posledním kole před Arsenalem, prohrál s West Hamem a to znamenalo, že se Arsenal dostal na konečné čtvrté místo, čímž si zajistil účast v dalším ročníku Ligy mistrů.
Na rozdíl od své domácí formy byl Arsenal v Lize mistrů mnohem silnějším protivníkem. Poprvé v historii se probojoval do finále a stal se z něj první londýnský klub, kterému se to podařilo. Skupinu Arsenal vyhrál a nechal tak za sebou Ajax, FC Thun a pražskou Spartu. Ve venkovním utkání proti Spartě vstřelil Thierry Henry dvě branky, čímž se stal nejlepším klubovým střelcem. V osmifinále Arsenal vyřadil Real Madrid (stal se prvním britským týmem, jenž porazil Real na Santiago Bernabéu). V dalších kolech přemohl Juventus a Villarreal. Vytvořil také nový rekord v Lize mistrů, když nedostal gól v deseti zápasech. Ve finále hraném na Stade de France se Arsenal utkal s Barcelonou. Během prvního poločasu byl za faul na hranici pokutové území vyloučen brankář Arsenalu, Jens Lehmann, a zbytek zápasu tak Kanonýři dohrávali v deseti. I přesto se ujali vedení. V 37. minutě skóroval z přímého kopu hlavou Sol Campbell. Arsenal se zoufale snažil svůj náskok udržet, ale dva góly na konci zápasu od Samuela Eto'a a Juliana Bellettiho znamenaly výhru Barcelony 2–1.

## Přesun na Emirates Stadium (2006–)

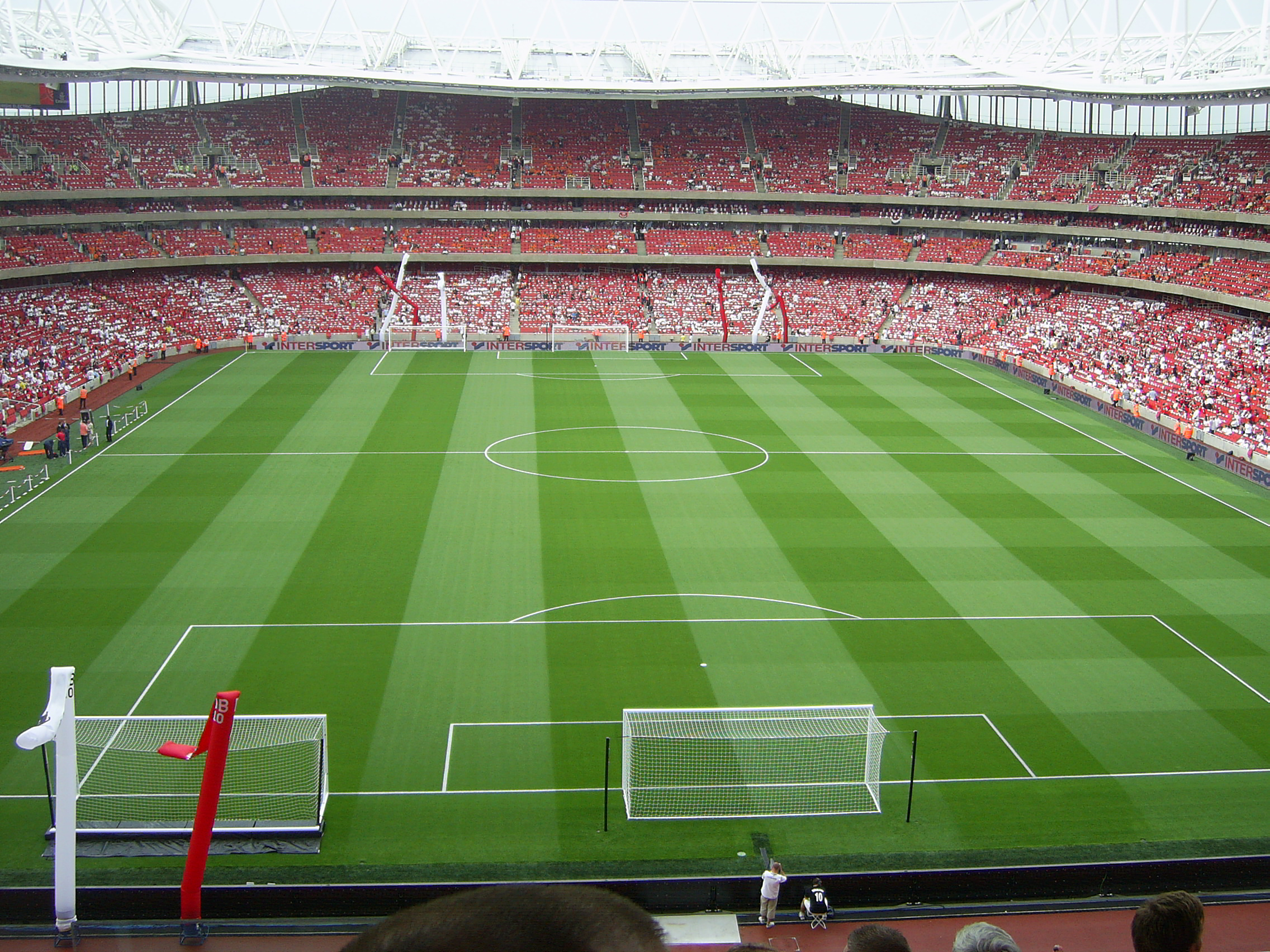
Emirates Stadium při rozlučkovém zápase Dennise Bergkampa. Jednalo se o první zde odehrané utkání

Arsenal byl během 90. let a prvního desetiletí 21. století velmi úspěšným klubem, avšak kapacita Highbury činila kvůli Taylorově zprávě pro klub nedostatečných 38 500 diváků. Prakticky každý zápas byl vyprodaný a vedení nebylo schopné zvýšit příjem během jednotlivých ligových kol. Rozšíření stávající Highbury taktéž nebylo možné, a tak klub v roce 1999 odhalil plány na přesun na Ashburton Grove. Na nově zakoupeném pozemku byly nejdříve zbourány budovy a následně, v prosinci 2002, byla započata výstavba nového stadionu. Emirates Stadium byl otevřen v červenci 2006 a sezónu 2006–07 tak klub již odehrál na novém stánku.
Aklimatizace na nový stadion Arsenalu nějakou dobu trvala. V listopadu 2006 dokonce manažer Arsène Wenger připustil, že je nepravděpodobné, že jeho svěřenci budou i nadále v boji o titul. Pronásledován špatnou venkovní formou skončil Arsenal v ročníku se stejně body ale horším celkovým skóre než Liverpool na čtvrtém místě. Tým, který prohrál ve finále Ligového poháru s Chelsea 2–1, byl složen zejména z mladých hráčů. Ve zbylých soutěžích už Arsenal tak úspěšný nebyl. Z FA Cupu i z Ligy mistrů vypadl brzy. Sezóna 2006–07 byla přechodným obdobím. Arsenal prodal řadu klíčových hráčů. Klub opustili Ashley Cole, Sol Campbell, Lauren, Fredrik Ljungberg a hlavně nejlepší střelec Arsenalu a kapitán, Thierry Henry, jenž se připojil k Barceloně. Arsenal tak vstupoval do sezóny 2007–08 pouze se čtyřmi hráči, kteří byli součástí týmu, jenž v ročníku 2003–04 vyhrál titul. Pouze dva hráči hráli v základní sestavě. Jmenovitě Francesc Fàbregas a Gaël Clichy.
Arsenal začal sezónu silně. První porážku utrpěl až na začátku prosince. Dále se mu podařilo stanovit nový klubový rekord, když neprohrál ve 28 zápasech ve všech soutěžích v řadě. V novém roce Arsenal pokračoval na vítězné vlně. Emmanuel Adebayor se mezitím dostal do střelecké formy. Eduardo, hráč, který se pro klub začal stávat nepostradatelným, ovšem utrpěl děsivé zranění v utkání proti Birminghamu City hraném na St Andrews. Birmingham na konci zápasu vyrovnal na 2–2. Mužstvo tato situace zasáhla. Na jaře Arsenal klesal tabulkou nevyhnutelně dolů a sezónu dokončil na třetím místě. Malého úspěchu se klubu podařilo dosáhnout v pohárech. Z Ligy mistrů byl ve čtvrtfinále vyřazen Liverpoolem a z FA Cupu se poroučel po prohře s Manchesterem United. V Ligovém poháru byl klub úspěšnější. Potřetí v řadě se probojoval do semifinále, kde podlehl o celkovém skóre 6–2 Tottenhamu Hotspur. Šlo o první prohru v North London derby v téměř devíti letech. 
Ročník 2008–09 začal pro Arsenal dobře. Ve druhé polovině září se ocitl na nejvyšší pozici. Poté však tým ztratil prvotní impuls a v listopadu třikrát prohrál. Navzdory výhrám nad Manchester United a Chelsea nebyl na začátku Vánoc mezi čtyřmi nejlepšími. Po Novém roce ztrácení bodů pokračovalo. Nakonec v polovině března předstihl Aston Villu a dostal se na čtvrté místo. Ročník Arsenal dokončil s náskokem devíti bodů na pátého. V FA Cupu se klub dostal do semifinále, kde podlehl Chelsea 2–1 v prvním zápase hraném v novém Wembley. V Lize mistrů Arsenal skončil ve skupinové fázi na druhém místě a v dalších kolech vyřadil AS Řím a Villarreal. Vyřazen byl v semifinále Manchesterem United o celkovém skóre 4–1.

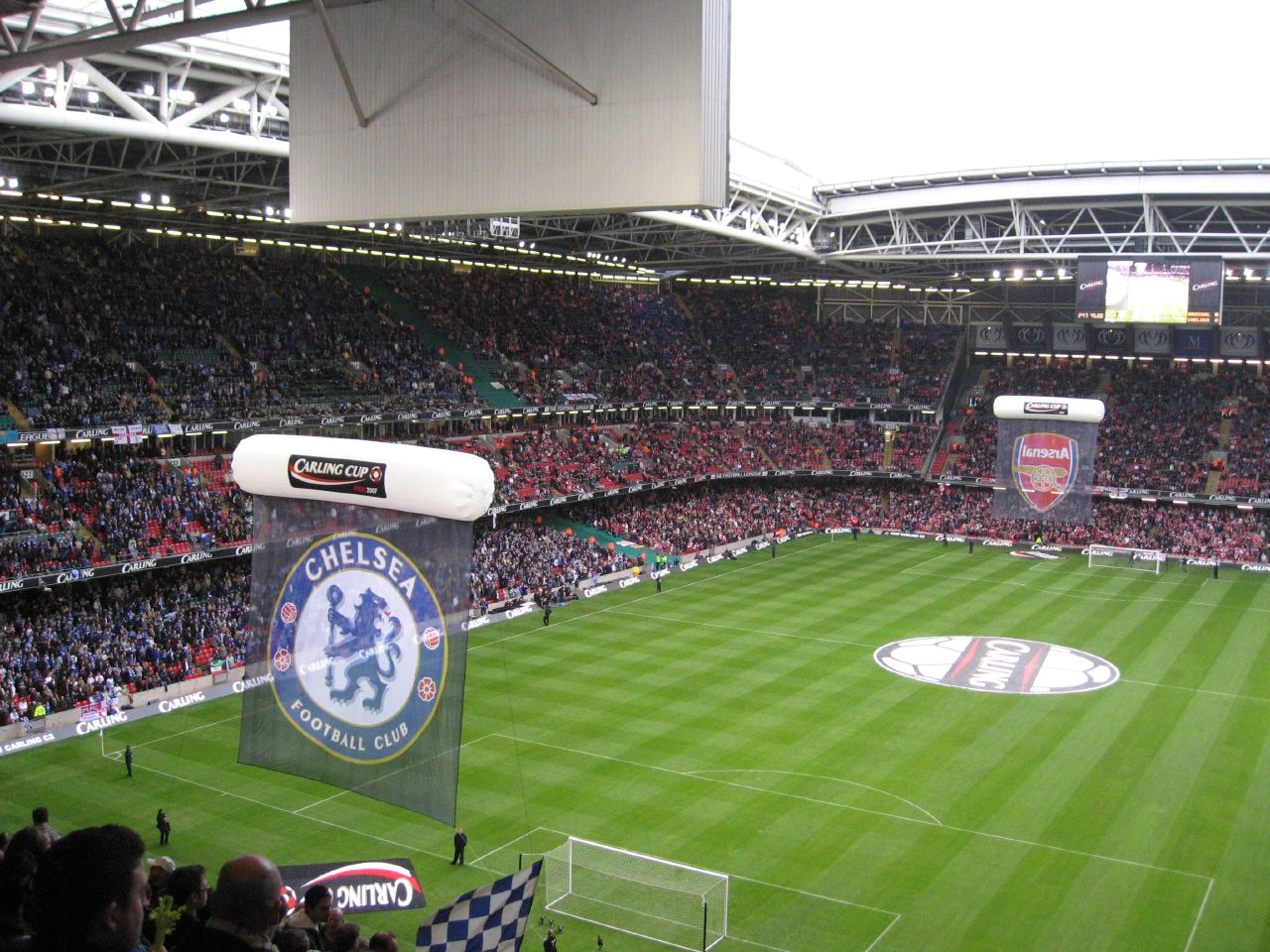
Chelsea proti Arsenalu ve finále Carling Cupu v roce 2007

Před začátkem sezóny 2009–10 byl Arsenal mnohými médii odepisován. Do Premier League však vstoupil výborně. Byla vytvořena nová útočná formace. O obranou fázi hry v záloze se staral Kamerunec Alex Song. Obranu vyztužil nově příchozí Thomas Vermaelen z Belgie. Na konci listopadu vypadaly po prohrách s Chelsea, Manchesterem United a Manchesterem City naděje na zisk titulu bídně. Nicméně Chelsea s Manchester United začali ztrácet body. Arsenal v průběhu prosince prožíval působivou sérii výher, a tak byly šance na titul v roce 2010 obnoveny. Z Ligového poháru však byli Kanonýři v prosinci vyřazeni. Ve čtvrtfinále je vyřadil Manchester City.
Pro sezónu 2009–10 byl Arsenal mnohými odborníky z boje o titul odepsán. Během období od 27. ledna do 10. února Arsenal čekala série těžkých zápasů. V řadě se totiž střetnul s Aston Villou, Manchesterem United, Chelsea, a Liverpoolem. Ještě předtím Kanonýři podlehli v FA Cupu 3–1 Stoke City. Následně remízovali s Aston Villou 0–0, na domácí půdě byli rozdrceni 3–1 Manchesterem United a na Chelsea prohráli 2–0, takže v té době na vedoucí Chelsea ztráceli již devět bodů. Znovu to tak vypadalo, že jejich šance na titul jsou nulové. Vzkříšení ovšem znovu přišlo. Chelsea podlehla 2–1 Evertonu, 4–2 Manchesteru City a remízovala 1–1 s Blackburnem Rovers. Mezitím ztrácel body i Manchester United. Remízoval 1–1 s Aston Villou a rovněž prohrál s Evertonem 3–1. Po prohře s Chelsea 7. února Arsenal zaznamenal úspěšnou sérii, když vyhrál všechny zápasy do 20. března. Aaron Ramsey však 27. února utrpěl hrůzostrašné zranění, které se velmi podobalo Eduardovu zranění z 23. února ze zápasu proti Birminghamu City. Tehdy utkání s Birminghamem City skončilo remízou 2–2 poté, co Gaël Clichy zavinil v nastaveném času penaltu, jejž James McFadden přetavil v branku. Kapitán William Gallas pak v slzách rozkopal reklamní panel. Proto byla zpochybňována křehká týmová mentalita. Zatímco v utkání proti Stoke City, kde došlo k Ramseyho zranění, Arsenal dokázal utkání vyhrát 3–1. Za remízového stavu dostal klub šanci kopat v 90. minutě pokutový kop, ze kterého se kapitán Francesc Fàbregas nemýlil a poslal hosty do vedení. O několik minut později ještě přidal pojišťovací gól obránce Thomas Vermaelen. Po 31 odehraných zápasech se Arsenal 25. března nacházel se 67 body na třetím místě. Dva body ztrácel na vedoucí Manchester United.
První utkání Arsenalu v jarní části Ligy mistrů příliš nevyšlo. V zápase proti Portu, hraném 17. února 2010 na Estádio do Dragão v Portu, se domácí nejprve v 11. minutě dostali do vedení. Łukasz Fabiański, jenž nastoupil v brance za zraněného Manuela Almuniu, si do sítě srazil centr Silvestra Varely, čímž se dostalo Porto do brzkého vedení 1–0. Nicméně v 18. minutě Sol Campbell, který nastoupil za Arsenal v Lize mistrů poprvé od finále v roce 2006, vyrovnal z rohu po nahrané hlavičce od Tomáše Rosického na 1–1. Gól vstřelený na půdě soupeře dával Arsenalu značnou výhodu. Avšak mezi Campbellem a Fabianskim vzniklo nedorozumění. Campbellovu přihrávku brankářovi vzal Fabianski v pokutovém území do rukou. Situace byla posouzena rozhodčím jako malá domů, a tak dostalo Porto výhodu zahrávání přímého kopu uvnitř pokutového území. Rúben Micael okamžitě rozehrál na Kolumbijce Falcaa, a jelikož obrana Arsenalu byla v té době dezorganizovaná, Porto tak vstřelilo snadnou branku. Utkání nakonec skončilo 2–1 pro Porto.
V odvetném utkání hraném 9. března na Emirates Stadium se Arsenalu dařilo mnohem lépe. K postupu Arsenalu stačila výhra 1–0. Začátek utkání byl v jejich režii, když se v 10. a 25. minutě trefil Nicklas Bendtner. V 66. minutě Samir Nasri obehrál na pravé straně tři obránce a potom vstřelil gól na 3–1. O tři minuty později náskok Arsenalu ještě zvýšil v protiútoku Emmanuel Eboué, který obešel brankáře Heltona a poslal míč do prázdné branky. Skóre zápasu se ještě jednou měnilo v 90. minutě, kdy po penaltě završil výhru Arsenalu Nicklas Bendtner. Jednalo se o první Dánův hattrick mezi profesionály. Arsenal tedy přešel přes Porto o celkovém skóre 6–2 do čtvrtfinále Ligy mistrů. Je ironií, že Bendtner v předcházejícím zápase proti Burnley zahodil několik vyložených brankových příležitostí. Arsenal i přesto v utkání zvítězil 3–1.
Los čtvrtfinále Ligy mistrů se konal 19. března 2010 a Arsenalu byla nalosována katalánská Barcelona. První utkání se konalo 31. března na Emirates Stadium. Poprvé od svého odchodu se na Emirates Stadium vrátil Thierry Henry, tentokrát jako soupeř Arsenalu. Odvetný zápas se hrál 6. dubna na Camp Nou. Pro Francesca Fàbregase to byl návrat zpět do Katalánska. Španěl zde totiž působil v mládežnických týmech Barcelony. Pokud by Arsenal dokázal přes Barcelonu postoupit dál, čekal by na něj v semifinále někdo z dvojice CSKA Moskva – Inter. První zápas na Emirates Stadium skončil zásluhou Thea Walcotta a Cesca Fàbregase remízou 2–2. Odvetný duel již pro Arsenal tak dobře nedopadl. Díky brance Nicklase Bendtnera se sice dostal do brzkého, ale čtyři góly z kopačky Lionela Messiho znamenaly výhru Barcelony 4–1. Celkové skóre z obou utkání bylo 6–3. Arsenal byl vyřazen a do dalšího kola postoupila Barcelona.

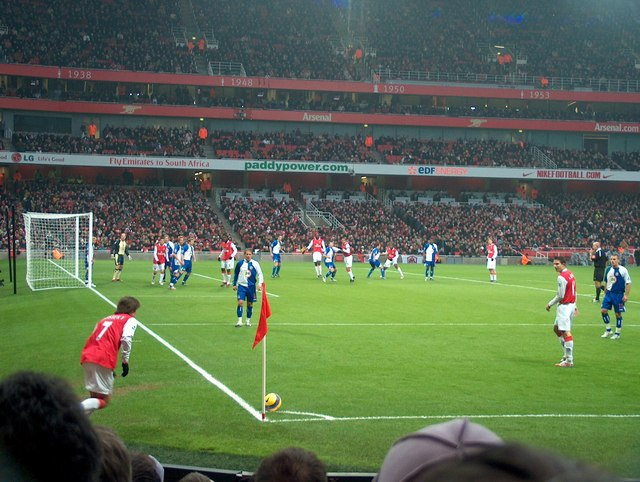
Tomáš Rosický zahrává rohový kop proti Blackburnu Rovers

Ligovou sezónu Arsenal dokončil na třetím místě. Po patnácté v řadě se mu podařilo skončit mezi prvními pěti a po třinácté v řadě se kvalifikoval do Ligy mistrů. Rovněž se jednalo o pátou sezónu, kdy nevyhrál žádnou trofej. Nicméně toto období bylo považováno za mírné zklamání, protože v minulých sezónách se klubu podařilo získat pět z osmi možných trofejí (včetně dvou ročníků, kdy Arsenal vyhrál Double).
Po většinu ročníku 2010–11 Arsenal podával dobré výkony a spolu s Manchesterem United bojoval o ligový titul. Důkazem jejich snahy je přesvědčivá výhra nad obhájci titulu Chelsea. V utkání hraném 27. prosince 2010 na Emirates Stadium Arsenal vyhrál poměrem 3–1. Kanonýři si dobrou formu udrželi i v následujících měsících, a tak manažer, Arsène Wenger, vyhrál cenu pro nejlepšího manažera Premier league za měsíc únor. Ve stejném období došlo ještě k dalším významným událostem. První z nich byla výhra v Lize mistrů nad Barcelonou 2–1. Druhou událostí byla remíza 4–4 s Newcastelem. Zápas je považován za jeden z nejbizarnějších a zároveň nejúžasnějších zápasů v éře Premier league. Arsenal se probojoval do finále Ligového poháru a měl tak příležitost ukončit dlouholeté čekání na trofej. V zápase proti Birminghamu City nicméně prohrál 2–1, čímž pokazil svou šanci na zisk trofeje. Po této ostudě na klub čekalo odvetné utkání Ligy mistrů proti Barceloně. Zápas hraný na Nou Campu Arsenal prohrál 3–1 a vypadl tak ze soutěže s budoucím šampionem. V FA cupu byl klub vyřazen ve čtvrtfinále Manchesterem United. Šance kanonýrů na zisk titulu byla ukončena venkovní prohrou s Boltonem v dubnu 2011 po sérii několika nevydařených zápasech. Po prohrách se Stoke a s Aston Villou nakonec Arsenal dokončil sezónu na čtvrtém místě, což vzhledem k tomu, že zisk titulu byl jeho hlavním cílem, byl neúspěch.
Sezóna 2011–12 byla pro Arsenal započata 13. srpna 2011 utkáním proti Newcastlu United. Klub se zrovna nacházel uprostřed dvou přestupový ság týkajících se jeho nejlepších hráčů. Fabregas a Nasri nakonec Arsenal opustili. Zápas skončil nerozhodným výsledkem 0–0 a ani jeden z výše zmíněných hráčů nefiguroval v soupisce. Nicméně tým se sebral a v prvním zápase předkola Ligy mistrů pokořil italské Udinese 1–0.
Dne 15. srpna 2011 přestoupil Francesc Fabregas za odhadovanou částku 35 milionů liber do Barcelony. O 9 dní později, 24. srpna 2011, odešel Samir Nasri do Manchesteru City. Tímto byly přestupové ságy ukončeny. Nasri ještě stihl odehrát zápas proti Liverpoolu hraný 21. srpna, který Arsenal prohrál 2–0. Po tomto výsledku se nacházel na čtrnácté pozici s jednou remízou a jednou prohrou. I přesto se mu podařilo kvalifikovat do skupinové fáze Ligy mistrů. Jednalo se již o čtrnáctou účast v řadě. Jedinému anglickému klubu, jemuž se podařilo něco podobného, je Manchester United. S několika zraněnými a suspendovanými hráči to již s Arsenalem vypadalo pochmurně. Špatné období je symbolizováno prohrou 8–2 na Old Trafford proti Manchesteru United. Klub byl po této prohře odepsán z boje o titul. Někteří fanoušci dokonce požadovali vyhazov manažera Arsèna Wengera.
Po zahanbující porážce na Old Trafford Arsenal přivedl do svých řad několik nových tváří. Konkrétně přišel Per Mertesacker, Mikel Arteta, André Santos a Josi Benajun. Výsledky se začaly zlepšovat. V lize Arsenal vyhrál nad nováčkem soutěže Swansea City a v Lize mistrů venku remízoval s Borussií Dortmund. Následovaly výhry nad Shrewsbury Town v Ligovém poháru, Boltonem Wanderers v lize a Olympiakosem Pireus v Lize mistrů. Lepší výsledky zlepšily morálku týmu a klub začal stoupat tabulkou vzhůru.
Navzdory prohře v prvním North London Derby v sezóně proti Tottenhamu klub pokračoval v získávání bodů a 23. října 2011 byl na sedmém místě v ligové tabulce. O týden později Arsenal navázal na svou dobrou formu, když přehrál Chelsea na Stamford Bridge 5–3. Robin van Persie vstřelil hattrick.
Dne 9. ledna 2012 přišel do klubu na hostování z New York Red Bulls nejlepší střelec v historii Arsenalu, Thierry Henry. Henry hned ve svém prvním utkání proti Leedsu United v FA Cupu vstřelil vítězný gól. Nicméně radost z toho, že je Henry zpět, netrvala dlouho. Poté, co vsítil vítězný gól na 2–1 proti Sunderlandu v lize následovala šokující porážka v Lize mistrů od AC Milán. Jednalo se o Henryho poslední zápas a Arsenal prohrál 4–0. Klub byl rovněž vyřazen z FA Cupu. V pátém kole podlehl Sunderlandu 2–0.
Navzdory těmto selháním se Arsenalu podařilo sezónu dokončit pozitivně. Odvetné utkání proti AC Milán vyhrál 3–0, čímž ho málem vyřadil. Druhé North London Derby hrané na Emirates Stadium vyhrál 5–2 a v ligové tabulce se umístil na konečném třetím místě.
Na počátku ligového ročníku 2012–13 se objevily spekulace o možném odchodu útočníka Robina van Persieho. Dne 4. července 2012 prohlásil, že svůj kontrakt s klubem neprodlouží. Při nastalé situaci přivedl Wenger do týmu dva útočníky, Oliviera Girouda z Montpellier a Lukase Podolského z Kolína nad Rýnem. Když byl dokončen přestup van Persieho do Manchesteru United, Wenger přivedl do klubu záložníka Santiho Cazorlu. Arsenal začal sezónu slibně. Avšak poté přišel herní výpadek, jenž znamenal celkové čtvrté místo v lize. V lize mistrů klub vypadl v osmifinále s Bayernem Mnichov díky pravidlu o gólech vstřelených na hřištích soupeřů o celkovém skóre 3–3. V FA Cupu se mu nedařilo o nic lépe. Vypadl v pátém kole po domácí prohře s Blackburnem Rovers.